# The Jesus Lizard
The Jesus Lizard var en rockgrupp som skapades 1989, i Chicago. Bandet tog sitt namn från det vanliga smeknamnet för basilisken, en typ av ödla som kan springa på vatten.
En tid efter att bandet Scratch Acid upplösts, så återinfördes sångaren David Yow och basisten David Wm. Sims, tillsammans med en ny medlem, gitarristen Duane Denison, för ett nytt projekt. Trion kallade sig själva för The Jesus Lizard; under bandets tidigaste inspelningar och framträdanden använde de sig av en trummaskin. Trummisen Mac McNeilly gick med i bandet efter deras första EP, Pure. McNeilly blev senare, 1997, ersatt av Jim Kimball.
Bandet höll sin sista spelning någonsin på Umeå Open, den 27 mars 1999. 
Dock återförenades bandet 2009 för sin absolut sista världsturné som avslutades i Chicago den 31 december samma år. The Jesus Lizard återföränades dock 2017 för en ny världsturné. Bandet började sin första turné på åtta år i december 2017. I september 2018 spelade bandet i Washington, D.C., Atlanta, Austin, Philadelphia, Seattle, Portland, Detroit och Boston.

## Medlemmar
Nuvarande medlemmar
- David Yow – sång (1987–1999, 2008–2010, 2017– )
- Duane Denison – gitarr (1987–1999, 2008–2010, 2017– )
- David Wm. Sims – basgitarr (1987–1999, 2008–2010, 2017– )
- Mac McNeilly – trummor (1989–1996, 2008–2010, 2017– )

Tidigare medlemmar
- Jim Kimball – trummor (1996–1998)
- Brendan Murphy – trummor (1998–1999)

## Diskografi
Studioalbum
- Head (1990, Touch and Go)
- Goat (1991, Touch and Go)
- Liar (1992, Touch and Go)
- Down (1994, Touch and Go)
- Shot (1996, Capitol)
- Blue (1998, Capitol)

EP
- Pure (1989, Touch and Go)
- Lash (1993, Touch and Go)
- The Jesus Lizard (EP) (1998, JetSet)

Singlar
- "Chrome" (1989, Touch and Go)
- "Mouthbreather" (1990, Touch and Go)
- "Wheelchair Epidemic" (1992, Touch and Go)
- "Gladiator" (1992, Touch and Go)
- "Gladiator" / "Boilermaker" (1992, Insipid Vinyl)
- "(Fly) On (The Wall)" (1993, Touch and Go)
- "Puss" / "Oh, The Guilt" (1993, Insipid Vinyl)
- "Puss" (1993, Touch and Go)

Samlingsalbum
- Bang (2000, Touch and Go)
- Inch (2009, Touch and Go)

Livealbum
- Show (1994, Collision Arts)
- Club (2011, Chunklet)

DVD
- The Jesus Lizard - Live (Music Video Distributors 2007)
- The Jesus Lizard - Club (Music Video Distributors 2011)